# La muerte de Chatterton

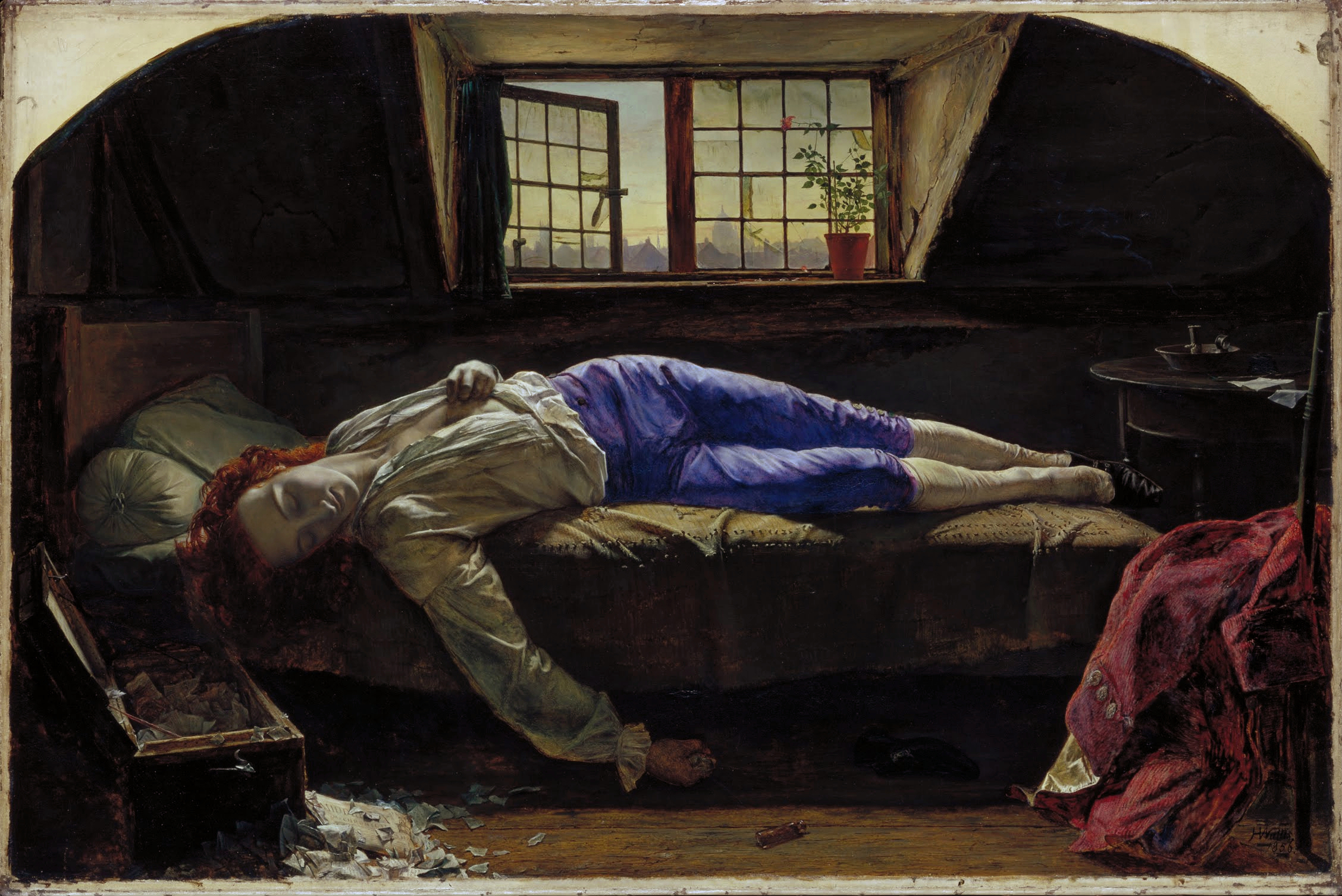
La muerte de Chatterton de Henry Wallis, versión Tate

La muerte de Chatterton de Henry Wallis, versión de Birmingham

La muerte de Chatterton es una pintura al óleo sobre lienzo del pintor prerrafaelista inglés Henry Wallis, que se encuentra en la Tate Britain de Londres. El Museo y Galería de Arte de Birmingham y el Centro de Arte Británico de Yale conservan dos versiones más pequeñas, bocetos o réplicas. El cuadro de la Tate mide 62,2 centímetros (24,5 plg) por 93,3 centímetros (36,7 plg), y fue terminado en 1856.

## El cuadro
El tema del cuadro era el poeta inglés del primer romanticismo Thomas Chatterton, de 17 años, que aparece muerto tras haberse envenenado con arsénico en 1770. Chatterton era considerado un héroe romántico para muchos artistas jóvenes y luchadores de la época de Wallis.
El método y el estilo de Wallis en Chatterton revelan la importancia de su conexión con el movimiento prerrafaelista, que se aprecia en los colores vibrantes y la cuidadosa acumulación de detalles simbólicos. Utilizó un esquema de color audaz con una paleta contrastada y aprovechó la caída de la luz natural a través de la ventana de la buhardilla para poner en práctica su estilo tan apreciado en la época, el claroscuro. Wallis pintó la obra en la habitación de un amigo en Gray's Inn, con la Catedral de San Pablo en el horizonte visible a través de la ventana. Probablemente fue una coincidencia que este lugar estuviera cerca de la buhardilla de Brooke Street donde Chatterton murió 86 años antes. El modelo utilizado para el cuadro fue el joven George Meredith, novelista y poeta inglés de la época victoriana.
El cuadro fue la primera obra expuesta de Wallis. Se presentó en la exposición de verano de la Royal Academy en 1856, con una cita de la Tragedia del Doctor Fausto de Christopher Marlowe inscrita en el marco: "Cortada está la rama que podría haber crecido recta, y quemada está la rama de laurel de Apolo". Tuvo un éxito inmediato, y John Ruskin lo describió como "impecable y maravilloso". Atrajo a grandes multitudes en la Exposición de Tesoros de Arte celebrada en Mánchester en 1857, también se expuso en Dublín en 1859, y fue una de las pinturas victorianas más populares en forma de impresión reproductiva.
Wallis vendió el cuadro a Augustus Egg en 1856, y éste vendió el derecho a hacer reproducciones grabadas. El cuadro se convirtió en objeto de un proceso judicial después de que el fotógrafo dublinés James Robinson se inspirara para recrear el cuadro como un tableau vivant para poder vender fotografías de la escena. El cuadro fue legado a la Tate Gallery por Charles Gent Clement en 1899.
Existen dos versiones más pequeñas del mismo tema de Wallis, una que es un estudio o una réplica en el Museo y Galería de Arte de Birmingham, que mide 17,3 centímetros (6,8 plg) por 25,25 centímetros (9,9 plg) , y, algo inusual para la época, una pequeña réplica al óleo sobre tabla en el Centro de Arte Británico de Yale, que mide 22,7 centímetros (8,9 plg) por 30,2 centímetros (11,9 plg). La obra de Birmingham se vendió en Christie's en 1875 al barón Albert Grant y luego, en 1877, a William Kendrick, que la donó a la galería en 1918.

## Inspiraciones
El cantante del grupo Feu! Chatterton dijo que se inspiró en este cuadro para el nombre del grupo.[cita requerida]